# Colony (album)
Colony je leta 1999 izdani album metalne skupine In Flames in je njihov 4. zaporedni album.

## Vrstni red skladb
1. Embody The Invisible
2. Ordinary Story
3. Scorn
4. C-o-l-o-n-y
5. Zombie Inc.
6. PallarAndersVisa
7. Coerced Coexistence
8. Resin
9. Behind Space '99
10. Insipid 2000
11. The New Word